# Бунтон (Њу Џерзи)
Бунтон (енгл. Boonton) град је у америчкој савезној држави Њу Џерзи. По попису становништва из 2010. у њему је живело 8.347 становника.

## Демографија
Према попису становништва из 2010. у граду је живело 8.347 становника, што је 149 (1,8%) становника мање него 2000. године.
| Група             | 2000.         | 2010.         |
| Белци             | 6.693 (78,8%) | 5.968 (71,5%) |
| Афроамериканци    | 337 (4,0%)    | 402 (4,8%)    |
| Азијати           | 660 (7,8%)    | 839 (10,1%)   |
| Хиспаноамериканци | 582 (6,9%)    | 920 (11,0%)   |
| Укупно            | 8.496         | 8.347         |